# 13a etapa del Tour de França de 2011
La 13a etapa del Tour de França de 2011 es disputà el divendres 15 de juliol de 2011 sobre un recorregut de 152,5 km entre Pau i Lorda. El vencedor fou el noruec Thor Hushovd Garmin-Cervélo. Thomas Voeckler conservà el liderat.

## Perfil de l'etapa
Etapa amb una sola dificultat de nivell, el coll de l'Aubisque (km 110), de categoria especial i a 42 km per a l'arribada, i dues petites cotes anteriorment. L'esprint intermedi es troba a Vièla (km 82,5).

## Desenvolupament de l'etapa
Nombrosos intents d'escapada protagonitzaren els primers quilòmetres d'etapa, fins que en el descens de la cota de Cuqueron es formà un escapada integrada per 10 ciclistes: Edvald Boasson Hagen (Team Sky), David Moncoutié (Cofidis), Jérémy Roy (FDJ), Vladímir Gússev (Team Katusha), Alessandro Petacchi (Lampre-ISD), Lars Bak (Team HTC-High Road), Dmitri Fofónov (Astana Qazaqstan Team), Maarten Tjallingii (Rabobank ProTeam), Thor Hushovd (Garmin-Cervélo i Jérôme Pineau (Quick-Step Alpha Vinyl Team). A l'esprint intermedi disposaven de 4' 35", tot i que la màxima diferència va ser de 5' 45" a l'inici de l'ascensió de l'Aubique. Només començar, Hushovd atacà i poc després se li uní Roy. Per darrere els seguien un altre duet format per Boasson Hagen i Moncoutié. A mitja pujada, Roy marxà en solitari, passant el primer pel cim amb 55" sobre Moncoutié. En el descens, Hushovd, que pel cim perdia quasi 2 minuts, agafà a Moncoutié i junts començaren la persecució de Roy. A 3,5 km Hushovd deixà Moncoutié i a 2,5 km agafà a Roy, al qual ràpidament deixà enrere per guanyar l'etapa en solitari. Pel darrere sols Philippe Gilbert (Omega Pharma-Lotto) es mogué dins el gran grup guanyant 49" respecte a la resta de favorits. Res canvià a la classificació general.

## Esprints
| Primer  | Edvald Boasson Hagen | 20 pts |
| Segon   | David Moncoutié      | 17 pts |
| Tercer  | Vladímir Gússev      | 15 pts |
| Quart   | Dmitri Fofónov       | 13 pts |
| Cinquè  | Alessandro Petacchi  | 11 pts |
| Sisè    | Maarten Tjallingii   | 10 pts |
| Setè    | Thor Hushovd         | 9 pts  |
| Vuitè   | Jérémy Roy           | 8 pts  |
| Novè    | Lars Bak             | 7 pts  |
| Desè    | Jérôme Pineau        | 6 pts  |
| Onzè    | José Joaquín Rojas   | 5 pts  |
| Dotzè   | Mark Cavendish       | 4 pts  |
| Tretzè  | Francisco Ventoso    | 3 pts  |
| Catorzè | Mickaël Delage       | 2 pts  |
| Quinzè  | Mark Renshaw         | 1 pt   |

| Primer  | Thor Hushovd         | 20 pts |
| Segon   | David Moncoutié      | 17 pts |
| Tercer  | Jérémy Roy           | 15 pts |
| Quart   | Lars Bak             | 13 pts |
| Cinquè  | Jérôme Pineau        | 11 pts |
| Sisè    | Edvald Boasson Hagen | 10 pts |
| Setè    | Vladímir Gússev      | 9 pts  |
| Vuitè   | Alessandro Petacchi  | 8 pts  |
| Novè    | Maarten Tjallingii   | 7 pts  |
| Desè    | Philippe Gilbert     | 6 pts  |
| Onzè    | Bauke Mollema        | 5 pts  |
| Dotzè   | José Joaquín Rojas   | 4 pts  |
| Tretzè  | Tony Gallopin        | 3 pts  |
| Catorzè | Grega Bole           | 2 pts  |
| Quinzè  | Jelle Vanendert      | 1 pts  |

## Ports de muntanya
| Primer | Jelle Vanendert | 2 pts |
| Segon  | Niki Terpstra   | 1 pt  |

| Primer | Jérémy Roy | 1 pt |

- 3. Coll de l'Aubisque. 1.709 m. Categoria especial (km 110) (16,4 km al 7,1%)

| Primer | Jérémy Roy      | 20 pts |
| Segon  | David Moncoutié | 16 pts |
| Tercer | Thor Hushovd    | 12 pts |
| Segon  | Vladímir Gússev | 8 pts  |
| Tercer | Jérôme Pineau   | 4 pts  |
| Quart  | Lars Bak        | 2 pts  |

## Classificació de l'etapa
|    | Ciclista             | Equip                  | Temps      |
| -- | -------------------- | ---------------------- | ---------- |
| 1  | Thor Hushovd         | Garmin-Cervélo         | 3h 47' 36" |
| 2  | David Moncoutié      | Cofidis                | + 9"       |
| 3  | Jérémy Roy           | FDJ                    | + 26"      |
| 4  | Lars Bak             | Team HTC-High Road     | + 5' 00"   |
| 5  | Jérôme Pineau        | QuickStep Cycling Team | + 5' 02"   |
| 6  | Edvald Boasson Hagen | Team Sky               | + 5' 03"   |
| 7  | Vladímir Gússev      | Team Katusha           | + 5' 08"   |
| 8  | Alessandro Petacchi  | Lampre-ISD             | + 5' 16"   |
| 9  | Maarten Tjallingii   | Rabobank ProTeam       | + 5' 16"   |
| 10 | Philippe Gilbert     | Omega Pharma-Lotto     | + 6' 48"   |

## Classificació general
|    | Ciclista         | Equip               | Temps       |
| -- | ---------------- | ------------------- | ----------- |
| 1  | Thomas Voeckler  | Team Europcar       | 55h 49' 57" |
| 2  | Frank Schleck    | Team Leopard-Trek   | + 1' 49"    |
| 3  | Cadel Evans      | BMC Racing Team     | + 2' 06"    |
| 4  | Andy Schleck     | Team Leopard-Trek   | + 2' 17"    |
| 5  | Ivan Basso       | Liquigas-Cannondale | + 3' 16"    |
| 6  | Damiano Cunego   | Lampre-ISD          | + 3' 22"    |
| 7  | Alberto Contador | Saxo Bank-Sungard   | + 4' 00"    |
| 8  | Samuel Sánchez   | Euskaltel–Euskadi   | + 4' 11"    |
| 9  | Tom Danielson    | Garmin-Cervélo      | + 4' 35"    |
| 10 | Philippe Gilbert | Omega Pharma-Lotto  | + 4' 35"    |

|    | Ciclista           | Equip              | Total   |
| -- | ------------------ | ------------------ | ------- |
| 1r | Mark Cavendish     | Team HTC-High Road | 264 pts |
| 2n | José Joaquín Rojas | Movistar Team      | 251 pts |
| 3r | Philippe Gilbert   | Omega Pharma-Lotto | 240 pts |

|    | Ciclista        | Equip              | Total  |
| -- | --------------- | ------------------ | ------ |
| 1r | Jérémy Roy      | FDJ                | 45 pts |
| 2n | Samuel Sánchez  | Euskaltel–Euskadi  | 40 pts |
| 3r | Jelle Vanendert | Omega Pharma-Lotto | 32 pts |

|    | Ciclista          | Equip    | Temps       | Temps |
| -- | ----------------- | -------- | ----------- | ----- |
| 1r | Arnold Jeannesson | FDJ      | 55h 55' 47" |       |
| 2n | Rein Taaramae     | Cofidis  | + 1' 37"    |       |
| 3r | Rigoberto Urán    | Team Sky | + 2' 05"    |       |

|    | Equip             | Temps        | Temps |
| -- | ----------------- | ------------ | ----- |
| 1r | Garmin-Cervélo    | 166h 54' 02" |       |
| 2n | Team Leopard-Trek | + 05"        |       |
| 3r | Team Europcar     | + 1' 25"     |       |

## Abandonaments
- Gert Steegmans (QuickStep Cycling Team): no surt per culpa d'una fractura d'escafoides a la mà esquerra.[3]
- Andreas Klöden (Team RadioShack): abandona.[4]
- Lars Boom (Rabobank ProTeam): abandona[5]
- Vladímir Issàitxev (Team Katusha): abandona[6]